# MPEG-3
MPEG-3 är beteckningen på en grupp av kodningsstandarder för audio och video framtagna av Moving Picture Experts Group. MPEG-3 designades för att hantera signaler för HDTV i datahastigheter i området 20 till 40 Mbit/s.
Man kom dock fram till att liknande resultat kunde uppnås genom att göra några mindre förändringar på MPEG-2-standarden. Detta ledde till att arbetet med MPEG-3 lades ner.
MPEG-3 skall inte blandas ihop med MPEG-1 Part 3 Layer 3 (eller MPEG-1 Audio Layer 3), vanligen kallat MP3.